# Kelly Carlson
Pour les articles homonymes, voir Carlson.
Kelly Carlson est une actrice américaine, née le 17 février 1976 à Minneapolis dans le Minnesota.
En 1995, elle commence une carrière de mannequin de mode, ce qui lui permet de se payer des cours de comédie.
Après avoir joué dans quelques pièces de théâtre, elle débute au cinéma en 2001 dans le film d'action Destination : Graceland.
Par la suite, elle a joué dans quelques films et fait des apparitions dans des séries, mais elle se fait réellement connaître par la série dramatique Nip/Tuck (2003-2010) de Ryan Murphy, dans laquelle elle incarne Kimber Henry.

## Filmographie

### Cinéma

#### Court métrage
- 2007 : Shadowbox de William Dickerson : Sandy - Gamma Woman

#### Longs métrages
- 2001 : Destination: Graceland (3000 miles to Graceland) de Demian Lichtenstein : membre d'un gang de motards
- 2004 : Paparazzi : Objectif chasse à l'homme (Paparazzi) de Paul Abascal : Kristin
- 2004 : Starship Troopers 2 (Starship Troopers 2: Hero of the Federation) de Phil Tippett : soldat de Deuxième Classe, Charlie Soda (vidéofilm)
- 2007 : The Marine de John Bonito : Kate Triton
- 2008 : Le Témoin amoureux (Made of Honor) de Paul Weiland : Christie - Wife #6
- 2008 : Player 5150 de David Michael O'Neill : Lucy
- 2013 : Jimmy de Mark Freiburger : Ellen Mitchell
- 2018 : The Reason de Randall Stevens : Kaitlyn

### Télévision

#### Téléfilm
- 2006 : Break-In de Michael Nankin : Marla

#### Séries télévisées
- 2003 - 2010 : Nip/Tuck : Kimber Henry (82 épisodes)
- 2004 - 2006 : Everwood : Ada (saison 2, épisode 16, saison 4, épisode 15 et 16)
- 2005 : Head Cases : Patty Knight (saison 1, épisode 01)
- 2005 : Les Experts (CSI: Crime Scene Investigation) : Sally (saison 6, épisode 23)
- 2007 : Les Experts : Miami (CSI: Miami) : Laurie Atherton (saison 5, épisode 21)
- 2009 : Monk : Lola (saison 8, épisode 4)
- 2009 - 2010 : Melrose Place : Nouvelle Génération (Melrose Place) : Wendi Mattison (saison 1, épisodes 4, 5, 6 et 14)
- 2010 : Castle : Ellie Monroe (saison 2, épisode 20)
- 2010 : Ghostfacers : Janet Myers (rôle récurrent - 8 épisodes)
- 2010 : Supernatural : Janet Myers (saison 5, épisode 19)
- 2012 : The Finder : Gail McHottie (saison 1, épisode 10)